# 蔡英 (1861年)
蔡英（1861年—1918年），字声甫，浙江温州平阳城关人。诸生。清末民初画家。

## 生平
蔡英叔父蔡维屏，因不满清政府，与金钱会首领赵起结为好友。1861年蔡维屏参加金钱会起义，失败后家属遭受牵连，不得参加科举。蔡英发愤致力于绘画，拜永嘉杨得霖、瑞安林纯贤为师，曾一度携家移居温州城区南门外。光绪二十九年（1903年），被嘉兴秀水学堂聘为美术教师，与书法家张宗祥为友。光绪三十四年（1908年）秋赴广州，与朱麟、高廉为友。民国元年（1912年），返回温州。著有《焦桐山馆诗抄》六卷，今存石印本。有女儿蔡笑秋（蔡巽）、蔡墨秋（蔡锐），也是著名画家。